# Кибальчич, Владимир Петрович
Владимир Петрович Кибальчич (8 июля (20 июля) 1891, с. Солова, Стародубского уезда, Черниговская губерния, Российская империя (ныне Стародубский район, Брянская область) — 9 февраля 1946, Киев, УССР) — украинский советский медик-анатом, педагог, профессор.

## Биография
С 1919 по 1941 год работал заведующим кафедры анатомии, с 1946 года — деканом лечебного факультета Киевского медицинского института.

## Научная деятельность
Автор исследования «К вопросу генеза атланто-затылочного сращения человека» («Сборник трудов, посвященный 50-летию научной, педагогической и общественной деятельности В. Н. Тонкова», Ленинград, 1947, т. 38).
Награждён орденом Трудового Красного Знамени.
Похоронен в Киеве на Лукьяновском кладбище.